# Ciclovía Larraín
La ciclovía Larraín se encuentra ubicada en la principal arteria vial de la comuna de La Reina, Avenida Larraín. Aunque está proyectado llegara hasta Plaza Egaña, por el momento es utilizable solamente hasta la calle Javiera Carrera Norte.
La ciclovía comienza en Avenida Las Perdices (comunicando con la ciclovía Las Perdices). De oriente a poniente pasa por la Municipalidad de La Reina, el Hospital Militar de Santiago y el Aeródromo Tobalaba antes de llegar a la Plaza Egaña.